# Ismaeel Mohammad
Ismaeel Mohammad (en árabe: إسماعيل محمد‎; Doha, Catar; 5 de abril de 1990) es un futbolista catarí. Juega de centrocampista y su equipo actual es el Al-Duhail de la Liga de fútbol de Catar. Es internacional absoluto por la selección de la Catar desde 2013.

## Selección nacional

#### Participaciones en Copas del Mundo
| Mundial           | Sede  | Resultado      | Partidos | Goles |
| ----------------- | ----- | -------------- | -------- | ----- |
| Copa Mundial 2022 | Catar | Fase de grupos | 2        | 0     |

#### Participaciones en Copas Continentales
| Copa                               | Sede           | Resultado      |
| ---------------------------------- | -------------- | -------------- |
| Copa de Naciones del Golfo de 2014 | Arabia Saudita | Campeón        |
| Campeonato de la WAFF 2014         | Catar          | Campeón        |
| Copa Asiática 2015                 | Australia      | Fase de grupos |
| Copa de Naciones del Golfo de 2017 | Kuwait         | Fase de grupos |
| Copa de Naciones del Golfo de 2019 | Catar          | Semifinales    |
| Copa de Oro de la Concacaf 2021    | Estados Unidos | Semifinales    |
| Copa Árabe de la FIFA 2021         | Catar          | Tercer lugar   |

## Clubes
| Club                  | País   | Año           |
| --------------------- | ------ | ------------- |
| El Jaish              | Catar  | 2009-2011     |
| Lekhwiya              | Catar  | 2011-2017     |
| Al-Duhail             | Catar  | 2017-presente |
| Al-Masry (a préstamo) | Egipto | 2018-19       |

## Palmarés

### Títulos nacionales
| Título                              | Club      | País  | Año     |
| ----------------------------------- | --------- | ----- | ------- |
| Liga de fútbol de Catar             | Al-Duhail | Catar | 2011–12 |
| Liga de fútbol de Catar             | Al-Duhail | Catar | 2013-14 |
| Liga de fútbol de Catar             | Al-Duhail | Catar | 2014-15 |
| Liga de fútbol de Catar             | Al-Duhail | Catar | 2016-17 |
| Liga de fútbol de Catar             | Al-Duhail | Catar | 2017-18 |
| Liga de fútbol de Catar             | Al-Duhail | Catar | 2019-20 |
| Copa Príncipe de la Corona de Catar | Al-Duhail | Catar | 2013    |
| Copa Príncipe de la Corona de Catar | Al-Duhail | Catar | 2015    |
| Copa Príncipe de la Corona de Catar | Al-Duhail | Catar | 2018    |
| Copa del Jeque Jassem               | Al-Duhail | Catar | 2016    |
| Copa del Jeque Jassem               | Al-Duhail | Catar | 2018    |
| Copa del Jeque Jassem               | Al-Duhail | Catar | 2019    |
| Copa del Emir de Catar              | Al-Duhail | Catar | 2016    |
| Copa del Emir de Catar              | Al-Duhail | Catar | 2018    |
| Copa del Emir de Catar              | Al-Duhail | Catar | 2019    |

### Títulos internacionales
| Título                     | Equipo                       | Sede           | Año  |
| -------------------------- | ---------------------------- | -------------- | ---- |
| Campeonato de la WAFF      | Selección de fútbol de Catar | Catar          | 2014 |
| Copa de Naciones del Golfo | Selección de fútbol de Catar | Arabia Saudita | 2014 |